# Enrico Coveri
Enrico Coveri (Prato, 26 febbraio 1952 – Firenze, 7 dicembre 1990) è stato uno stilista, imprenditore e modello italiano, fondatore dell'omonima casa di moda fiorentina.

## Biografia
Nato a Prato nel 1952, suo padre fu fabbricante di biciclette e sua madre venditrice di macchine per cucire. 
Prima di dedicarsi completamente alla moda, lavorò come scenografo teatrale e costumista.
Entrò nel mondo della moda sfilando come modello.
Nel 1977, a soli 25 anni, alla sua prima apparizione sulla scena parigina, si guadagnò il titolo di "enfant prodige" della moda italiana.
Lo stile innovativo puntò con decisione su elementi che rimarranno i cardini della moda di Coveri: il colore, le stampe e le paillettes, queste ultime — fino a quel momento utilizzate esclusivamente in teatro — diventarono il suo marchio di fabbrica. La stampa internazionale sottolineò la spontanea esuberanza del suo talento creativo. Il quotidiano Le Figaro, per il suo debutto, scrisse: «Le paillettes stanno a Coveri come le catene a Chanel».
Il 27 dicembre 1986 venne nominato Commendatore della Repubblica Italiana, l'unico a ottenere tale riconoscimento prima di aver compiuto 35 anni. Il 3 novembre 1987 gli venne conferita dall'allora Presidente della Francia François Mitterrand la Grande Médaille de Vermeil de la Ville de Paris. In seguito gli vennero attribuiti altri riconoscimenti in Italia e nel mondo.
Morì il 7 dicembre 1990 nella sua casa di Firenze, in lungarno Guicciardini 19 (tuttora sede della Maison), a causa di un ictus cerebrale. Le sue spoglie riposano nel cimitero monumentale delle Porte Sante di Firenze.
Nel 2004 gli è stato intitolato un piazzale a Prato, sua città natale.